# (16486) 1990 RM3
A (16486) 1990 RM3 a Naprendszer kisbolygóövében található aszteroida. Henry E. Holt fedezte fel 1990. szeptember 14-én.